# 652 Jubilatrix
652 Jubilatrix è un asteroide della fascia principale del diametro medio di circa 16,87 km. Scoperto nel 1907, presenta un'orbita caratterizzata da un semiasse maggiore pari a 2,5539142 UA e da un'eccentricità di 0,1270928, inclinata di 15,76519° rispetto all'eclittica.
Il suo nome fa riferimento al giubileo per i sessant'anni di regno dell'imperatore Francesco Giuseppe I d'Austria.